# Józefowo (powiat ostrołęcki)
Józefowo – wieś sołecka w Polsce położona w województwie mazowieckim, w powiecie ostrołęckim, w gminie Goworowo.
Wierni kościoła rzymskokatolickiego należą do parafii św. Jana Chrzciciela w Kuninie.

## Historia
W latach 1921–1939 wieś leżała w województwie białostockim, w powiecie ostrołęckim, w gminie Goworowo.
Według Powszechnego Spisu Ludności z 1921 roku zamieszkiwało tu 195 osób w 28 budynkach mieszkalnych. Miejscowość należała do parafii rzymskokatolickiej w Goworowie. Podlegały pod Sąd Grodzki w Ostrołęce i Okręgowy w Łomży; właściwy urząd pocztowy mieścił się w Goworowie.
W wyniku agresji niemieckiej we wrześniu 1939 wieś znalazła się pod okupacją niemiecką. Od 1939 do wyzwolenia w 1945 włączona w skład dystryktu warszawskiego.
W latach 1975–1998 miejscowość administracyjnie należała do województwa ostrołęckiego.